# Предвестник (альбом)
«Предвестник» — пятый студийный альбом российской рок-группы «КняZz». Радиопрезентация альбома состоялась 16 сентября 2015 года на волнах «Нашего радио». 18 сентября альбом был выложен на сервисе Яндекс.Музыка, а продажи CD стартовали 2 октября и сопровождались автограф-сессией участников группы в Санкт-Петербурге. Альбому предшествовал выпуск сингла «Пассажир».

## Об альбоме
Все песни были написаны Андреем Князевым в разное время:

 «В основном материал весь разбросан по годам. То есть песня „Предвестник“ была написана мной очень давно, году в 91-92-м. А остальное — и 2000, и 2005, и 2010…То есть разброс очень большой. Колоссальный разброс. Песен семнадцать в альбоме. То есть я начал вытаскивать в свет свои архивы».— Андрей Князев. 
Альбом является наиболее продолжительным в дискографии группы: в нём присутствуют 17 песен, а также пять стихотворений и две диалоговые сценки («молвы»), предваряющие песни, наподобие альбома группы Король и Шут «Жаль, нет ружья». В трек-листе альбома они обозначены как «прологи». Песни «Джокер — начало» и «Джокер — карта судьбы» являются предысториями к песне «Джокер» группы «Король и Шут», а песни «Портной», «Кукловод», «Шоу фриков» и прологи к каждой из них образуют трилогию.
Этот альбом отличается от прошлых релизов группы и с музыкальной точки зрения. Альбом по звучанию приближен к «Акустическому альбому» группы «Король и Шут» и к сольному альбому Андрея Князева «Любовь негодяя». Помимо участников группы, в записи принимали участие сессионные музыканты, а упор в саунде был направлен не на «тяжёлые» гитары, а на «мягкие» инструменты: скрипку, виолончель, трубу, фортепиано и укулеле.

## Критика
В своей рецензии музыкальный обозреватель Алексей Мажаев называет альбом предсказуемым. Он вменяет в вину Андрею Князеву нежелание придумывать новые творческие решения и эксплуатацию старых тем.

## Список композиций
Слова и музыка всех песен — Андрей Князев.
| №   | Название                         | Длительность |
| --- | -------------------------------- | ------------ |
| 1.  | «Джокер — начало»                | 1:34         |
| 2.  | «Джокер — карта судьбы»          | 3:55         |
| 3.  | «Пассажир»                       | 4:05         |
| 4.  | «Мечта безумца» (Пролог)         | 0:32         |
| 5.  | «Портной»                        | 3:35         |
| 6.  | «Крах надежд» (Пролог)           | 0:26         |
| 7.  | «Кукловод»                       | 3:34         |
| 8.  | «Ответ из преисподней» (Пролог)  | 0:32         |
| 9.  | «Шоу фриков»                     | 3:57         |
| 10. | «Волчица»                        | 4:37         |
| 11. | «Дежавю»                         | 3:51         |
| 12. | «Молва о вурдалаке» (Пролог)     | 1:21         |
| 13. | «Барин и вурдалак»               | 3:16         |
| 14. | «Пьяница» (Пролог)               | 0:32         |
| 15. | «Проклятие колдуна»              | 3:37         |
| 16. | «Молва о чёрте» (Пролог)         | 1:13         |
| 17. | «Враг в моей избе» (Пролог)      | 0:33         |
| 18. | «Раздолье»                       | 3:28         |
| 19. | «Романс»                         | 4:12         |
| 20. | «Предвестник»                    | 5:06         |
| 21. | «Работяга»                       | 3:23         |
| 22. | «Дом нечисти»                    | 4:17         |
| 23. | «Деревенские ребята»             | 2:15         |
| 24. | «Таких, как ты, мир наш не знал» | 4:11         |

## Участники записи
Группа «КняZz»
- Андрей Князев (Князь) — вокал, музыка, тексты, акустическая гитара.
- Владимир Стрелов (Oldman) — соло-гитара, акустическая- и 12-струнная гитара.
- Ирина Сорокина — скрипка.
- Дмитрий Наскидашвили — бас-гитара.
- Павел Лохнин (Jimmy) — ударные.

Приглашённые музыканты
- Лена Тэ — виолончель.
- Сергей «Чиж» Чиграков (Чиж & Co) — фортепиано (3).
- Константин Стуков — труба.
- Вячеслав Мешалкин — клавишные.
- Зураб Дзагнидзе — гитара, акустическая гитара, укулеле.

До выхода альбома широкой публике были представлены только песни «Пассажир», «Работяга» и «Дом нечисти», звучавшие на акустических концертах группы. Также песня «Пассажир» была выпущена в качестве сингла за пять месяцев до выхода альбома.
Это первый релиз группы со скрипачкой Ириной Сорокиной и последний релиз с гитаристом Владимиром Стреловым и барабанщиком Павлом Лохниным.